# ريج أوسبورن
ريج أوسبورن (بالإنجليزية: Reg Osborne)‏ (23 يوليو 1898 في جنوب أفريقيا - 1977) هو لاعب كرة قدم جنوب أفريقي في مركز الدفاع. شارك مع منتخب إنجلترا لكرة القدم. أما مع النوادي، فقد لعب مع ليستر سيتي ونادي بروملي ونادي فوكستون.

## وصلات خارجية
- ريج أوسبورن على موقع قاعدة بيانات كرة القدم.إي يو (الإنجليزية)
- ريج أوسبورن على موقع ناشيونال فوتبول تيمز (الإنجليزية)